# 152 Atala
Atala /əˈtɑːlə/ (định danh hành tinh vi hình: 152 Atala) là một tiểu hành tinh lớn và tối ở vành đai chính, thuộc kiểu D, nghĩa là gồm cacbon, silicate giàu hợp chất hữu cơ và có thể có băng (nước). Ngày 2 tháng 11 năm 1875, anh em nhà thiên văn học người Pháp Paul Henry và Prosper Henry phát hiện tiểu hành tinh Atala khi họ thực hiện quan sát tại Đài thiên văn Paris, nhưng ghi tên người phát hiện là Paul Henry. Nó được đặt theo tên Atala, nhân vật nữ anh hùng trong tiểu thuyết của François-René de Chateaubriand năm 1801.
Một lần Atala che khuất một ngôi sao đã được quan sát thấy từ Nhật Bản vào ngày 11 tháng 3 năm 1994 và một lần tiếp theo vào năm 2006.